# Г'юї Персі Ньютон
Г'юї Персі Ньютон (17 лютого 1942 — 22 серпня 1989) — афроамериканський революціонер, який разом із колегою зі студентів Мерріттського коледжу Боббі Сілом став співзасновником партії «Чорна пантера» (1966—1982). Ньютон і Сіл разом створили десятиточкову програму, яка спрямовувала афроамериканську громаду до визволення.
Під керівництвом Ньютона Партія Чорної пантери заснувала понад 60 програм підтримки громади (перейменована в програми виживання в 1971 р.), включаючи продовольчі банки, медичні клініки, тести на анемію серпоподібних клітин, перевезення тюрем для сімей ув'язнених, семінари з юридичних консультацій, банки одягу, житло співпрацює, і власна служба швидкої допомоги. Найвідомішою з цих програм була програма «Бесплатний сніданок для дітей», яка щодня годувала тисячі збіднених дітей на початку 1970-х. Ньютон також став співзасновником газети «Чорна пантера», яка стала однією з найбільш широко розповсюджуваних афроамериканських газет.
У 1967 році він був причетний до перестрілки, яка призвела до смерті поліцейського Джона Фрея та поранення себе та іншого поліцейського. У 1968 році він був засуджений за умисне вбивство Фрея і засуджений до ув'язнення від 2 до 15 років. У травні 1970 року вирок було скасовано, і після двох наступних судових процесів, у яких присяжні не змогли дійти згоди, та звинувачення було знято. У 1974 році його звинуватили в убивстві 17-річної Кетлін Сміт. Після двох судових розглядів без згоди присяжних прокуратура вирішила не повторювати рішення щодо Ньютона. Його також звинуватили у причетності до вбивства Бетті Ван Паттер у 1974 році.
Незважаючи на те, що закінчив середню школу, не знаючи читання, він навчився грамоті, читаючи «Республіку» Платона, і здобув ступінь доктора філософії в галузі соціальної філософії в Університеті Каліфорнії в програмі історії свідомості Санта-Крус в 1980 р. У 1989 році його вбив в Окленді, штат Каліфорнія, Тайрон Робінсон, член Родини Чорних партизан.
Ньютон був відомий тим, що був захисником самооборони, палестинської державності та підтримкою урядів, керованих комуністами, у всьому світі.

## Твори
- Революционное самоубийство. — Москва: «Ультра.Культура», 2003.(рос.)
- Essays from the Minister of Defense, San Francisco, Ca.: Ministry of Information, Black Panther Party, 1968.(англ.)
- Huey Newton Talks to The Movement, San Francisco, Ca.: The Movement, 1968.(англ.)
- The Genius of Huey P. Newton, San Francisco, Ca.: Ministry of Information, Black Panther Party, 1970.(англ.)
- Revolutionary Suicide, New York: Random House, 1973.(англ.)
- War against the Panthers: A Study of Repression in America, New York: Writers & Readers, 2000.(англ.)
- The Huey P. Newton Reader, New York: Seven Stories Press, 2002.(англ.)
- To Die for the People: The Writings of Huey P. Newton, San Francisco, Ca.: City Lights Books, 2009.(англ.)